# Excavata
Die Excavata sind ein Taxon, das als super-group zu den Eukaryoten (Lebewesen mit Zellkern) gestellt wird. Zu ihnen gehören ausschließlich einzellige Organismen, die ausnahmslos begeißelt sind. Innerhalb der Euglenozoa gibt es Formen mit Chloroplasten, die entsprechend Photosynthese betreiben.

## Merkmale
Namensgebend für die einzelligen Excavata ist der typisch geformte Zellmund (Cytostom) mit einer ausgeprägten Mundgrube („excavater“ Typ), der bei den meisten Arten vorhanden ist. Dieser kann allerdings auch sekundär wieder reduziert worden sein. Die Mundgrube wird von den meisten Arten genutzt, um Nahrungspartikel einzufangen und per Phagozytose in die Zelle aufzunehmen.
Die Euglenozoa besitzen im Stammartmuster Chloroplasten und sind somit als einzige Gruppe innerhalb der Excavata zur Photosynthese befähigt. Die Chloroplasten wurden allerdings bei einer Reihe von Taxa mit parasitärer Lebensweise wieder reduziert.

## Systematik

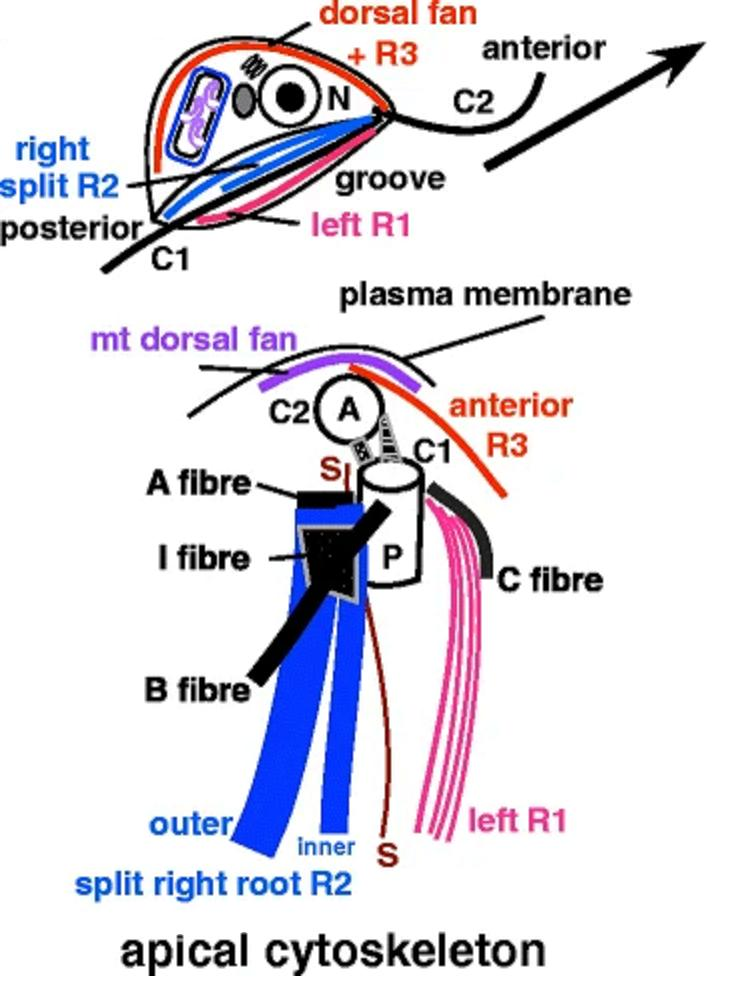
Schemazeichnung Malawimonas
Thomas Cavalier-Smith (2017).

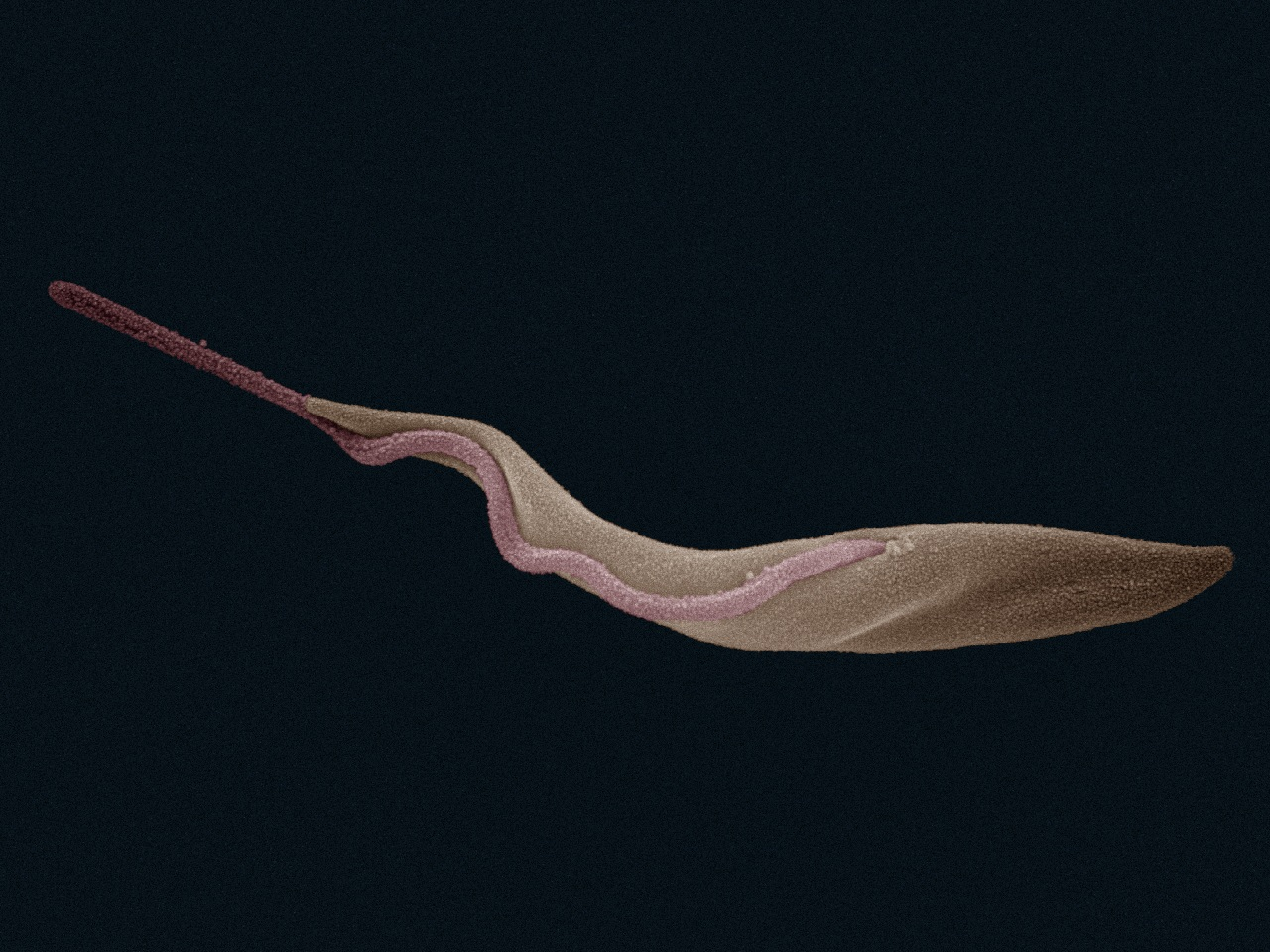
Trypanosoma brucei, der Erreger der Afrikanischen Schlafkrankheit, ist ein Beispiel für einen Euglenozoen

Adl u. a. gliedern die Eukaryoten in drei Untergruppen, die Diaphoretickes, Amorphea und eben die Excavata. Als einzige der Untergruppen enthalten die Excavata nur eine sogenannte Obergruppe. Sie sind stattdessen in sieben Gruppen ohne weitere Rangstufen untergliedert:
- Fornicata
- Malawimonas
- Parabasalia
- Preaxostyla
- Jakobida
- Heterolobosea
- Euglenozoa

Voneinander unabhängige molekulargenetische Untersuchungen belegten 2008, dass die Gattung Stephanopogon, die lange als in unsicherer Position bei den Eukaryoten geführt wurde, das Schwestertaxon der Gattung Percolomonas ist (bei Adl noch Vahlkampfiidae). Die aus den beiden Gattungen gebildete Klade wiederum ist das Schwestertaxon der Heterolobosea. Cavalier-Smith zufolge stellen die beiden Kladen in ihrer Gesamtheit die sogenannten Percolozoa als Schwester der Euglenozoa.

## Nachweise
1. 1 2 3  Sina M. Adl, Alastair G. B. Simpson, Mark A. Farmer, Robert A. Andersen, O. Roger Anderson, John A. Barta, Samual S. Bowser, Guy Bragerolle, Robert A. Fensome, Suzanne Fredericq, Timothy Y. James, Sergei Karpov, Paul Kugrens, John Krug, Christopher E. Lane, Louise A. Lewis, Jean Lodge, Denis H. Lynn, David G. Mann, Richard M. McCourt, Leonel Mendoza, Øjvind Moestrup, Sharon E. Mozley-Standridge, Thomas A. Nerad, Carol A. Shearer, Alexey V. Smirnov, Frederick W. Spiegel, Max F. J. R. Taylor: The New Higher Level Classification of Eukaryotes with Emphasis on the Taxonomy of Protists. The Journal of Eukaryotic Microbiology 52 (5), 2005; Seiten 399–451. PMID 16248873. doi:10.1111/j.1550-7408.2005.00053.x.
2. ↑  Adl, S. M., Simpson, A. G. B., Lane, C. E., Lukeš, J., Bass, D., Bowser, S. S., Brown, M. W., Burki, F., Dunthorn, M., Hampl, V., Heiss, A., Hoppenrath, M., Lara, E., le Gall, L., Lynn, D. H., McManus, H., Mitchell, E. A. D., Mozley-Stanridge, S. E., Parfrey, L. W., Pawlowski, J., Rueckert, S., Shadwick, L., Schoch, C. L., Smirnov, A. and Spiegel, F. W.: The Revised Classification of Eukaryotes. Journal of Eukaryotic Microbiology, 59: 429–514, 2012, PDF Online
3. ↑  Naoji Yubuki, Brian S. Leander: Ultrastructure and molecular phylogeny of Stephanopogon minuta: An enigmatic microeukaryote from marine interstitial environments, In: European Journal of Protistology 44, 2008, S. 241–253
4. ↑  Thomas Cavalier-Smith, Sergey Nikolaev: The Zooflagellates Stephanopogon and Percolomonas are a Clade (Class Percolatea: Phylum Percolozoa) In: Journal of Eukaryotic Microbiology, 55(6), S. 501–509, 2008